# 朮赤
术赤（约1182年—约1225年），亦作拙赤，是早期大蒙古国皇子。术赤一生因出身问题饱受争议，终与家族疏离。但术赤身为卓越军事统帅，亦是钦察汗国统治家族的始祖。
术赤是蒙古首领铁木真发妻孛儿帖的长子。术赤出生前数月，孛儿帖为蔑儿乞部所掳，遭蔑儿乞人赤勒格儿强行成婚并奸污。因此，术赤生父是谁存有诸多疑窦，但铁木真视他为己出，予以相应对待。但许多蒙古人对此并不认同，其中尤以孛儿帖次子察合台为著；这些矛盾最终致使察合台与术赤皆被排除在蒙古皇位继承序列之外。
1206年，铁木真建立大蒙古国，获尊号“成吉思皇帝”，是为成吉思汗。成吉思汗授予术赤九千名战士及蒙古腹地以西广袤领地。术赤指挥并参与诸多战役，以巩固并拓展蒙古在该地区的势力。蒙古入侵花剌子模王朝（1219年—1221年）期间，术赤亦是重要统帅，其间征服北方诸多城市与部落。1221年围攻玉龙杰赤时，术赤与诸弟及成吉思汗间产生嫌隙，且再未弥合。约1225年，术赤因病薨逝，彼时与家族仍处于疏离状态。术赤之子拔都受成吉思汗任命统治父亲领地。

## 出生与身世
术赤之母孛儿帖，诞生于弘吉剌部，弘吉剌部居住在沿也里古纳河以南合剌温山一带，位于今内蒙古自治区境内。孛儿帖十岁时，与蒙古部首领也速该之子铁木真订婚。彼时，“蒙古”一词仅指蒙古东北部一部落成员，因其在大蒙古国形成过程中起核心作用，后遂以该词指代所有部落。七年后（约1178年），铁木真历经动荡的青春岁月，二人成婚。1179或1180年，二人长女豁真降生。铁木真凭自身雄略，与好友札木合、父亲昔日盟友脱斡邻勒等草原上诸多知名首领结盟，追随者渐众，权势日增。他崛起的消息传开，旋即引起西北蔑儿乞部留意，往昔也速该曾自蔑儿乞部掳走铁木真之母诃额伦，血仇由此结下，蔑儿乞部决意报此仇于也速该的继承人。
因后续诸事影响至巨，故而颇具争议：当时多数著述者对此事避而不谈，而提及此事的两部史料（13世纪中叶史诗《蒙古秘史》及14世纪波斯历史学家拉施特哀丁所著《史集》）记载却相互牴牾。以下所述，综合二书内容，被视作最为合理。1180或1181年，大批蔑儿乞人突袭铁木真营帐，其家人大多得以逃脱，唯孛儿帖被俘。孛儿帖被强行与诃额伦前夫赤列都之弟赤勒格儿成婚。其间，铁木真说服盟友集结大军，帮助他营救孛儿帖。联军在札木合指挥下，征讨蔑儿乞部，将其击败，救回孛儿帖，缴获战利品颇丰。
孛儿帖彼时身怀六甲，约1182年在札木合营帐中产下术赤。因赤勒格儿无疑奸污过孛儿帖，且她在蔑儿乞部羁留近九个月之久，故而术赤生父存疑；这在他名字中亦有体现，“术赤”在蒙古语中意为“客人”。铁木真虽始终视术赤为亲生骨肉，以此对待他，但许多蒙古人却视术赤为赤勒格儿的私生子，其中尤以他弟弟察合台为甚。

## 成年时期

### 婚姻与家庭

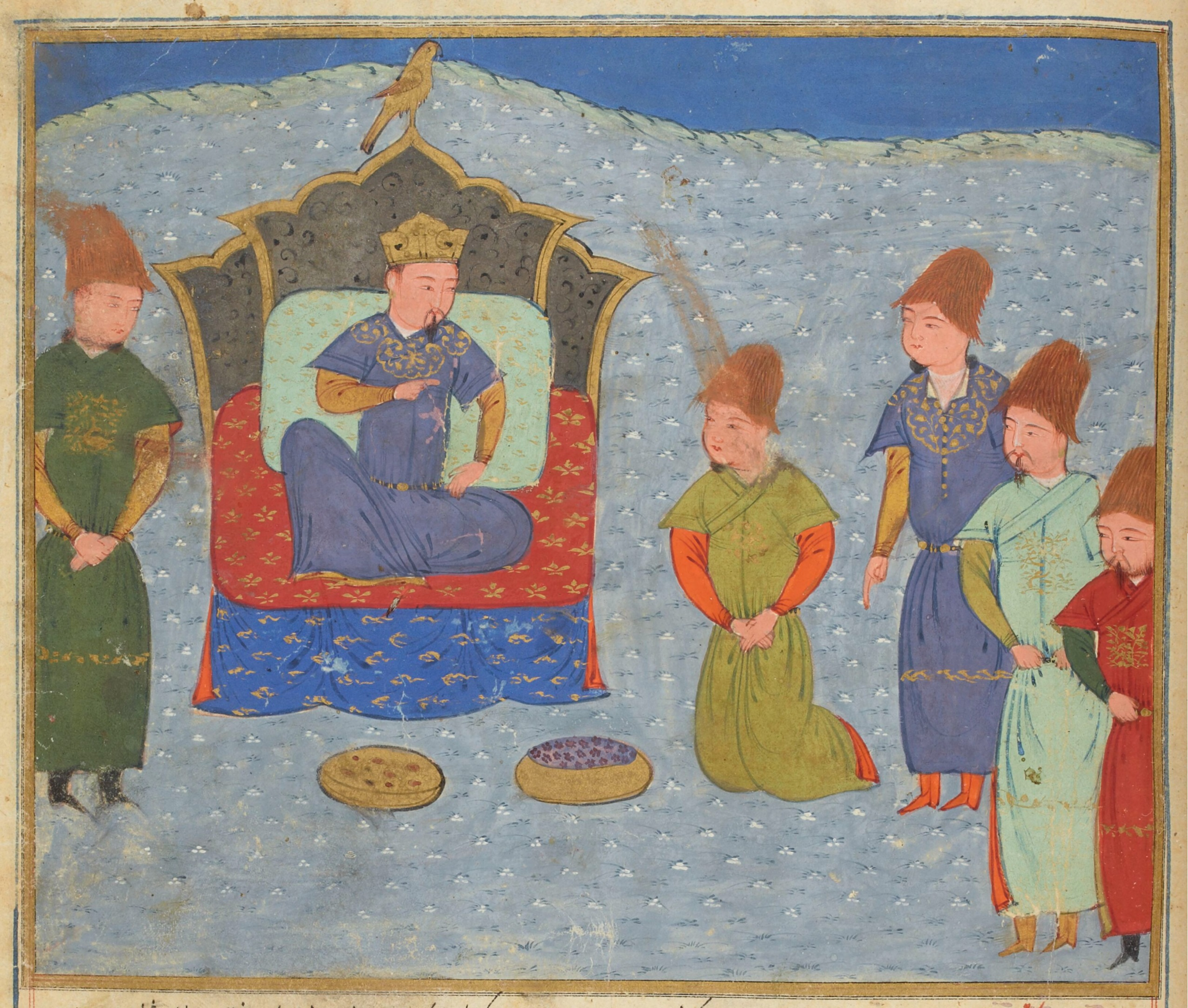
描绘拔都（术赤次子及最终继承人）的画作

术赤直至1203年，方复见于史料记载。此时，术赤已届适婚年龄。铁木真本欲使术赤与盟友脱斡邻勒之女察兀儿结婚，但因术赤出身存疑，且铁木真彼时地位相对较低，此提议被克烈人视为侮辱，终致两位首领间兵戎相向。1204年脱斡邻勒兵败，术赤聘娶他侄女别土出迷失兀真为妻。术赤亦与其他女人结婚：孛儿帖的侄女斡乞兀真可敦；她的同族锁儿欢；及数位权势稍逊的女人，即忽都鲁可敦、算端可敦（花剌子模太后秃儿罕可敦的孙女）、奴卜忽思、失儿、哈剌真、库耳等。此外，术赤还纳有数位妾。拉施特哀丁和《元史》称术赤的正妻是别土出迷失，但历史学家安妮·布罗德布里奇对拉施特哀丁的记载不以为然，认为斡乞或锁儿欢亦可能是术赤正妻。
术赤诸子中，最为重要者是长子斡鲁朵、次子拔都，二人分别为锁儿欢、斡乞所出。必克秃忒迷失及上述两位妻子皆非术赤另一著名儿子别儿哥之母。另有十一子别儿克怯儿、昔班、唐兀惕、孛斡勒、赤老温、辛忽儿、赤木台、孛剌·摩诃末、兀都儿、脱花帖木儿、辛古木之名为人所知，但皆未成就显著功业，此亦反映他们生母地位卑微。不过，术赤幼子的后裔，借术赤后裔身份，以证明自身统治的正统：其中包括昔班系的乞迪儿，及术赤幼子脱花帖木儿的后裔脱脱迷失。
术赤之女火雷在1207年至1208年间与斡亦剌部首领忽都合别乞之子哈答结婚，火雷的姑母扯扯亦坚此前已与忽都合别乞另一子脱劣勒赤结婚。哈剌鲁统治者突厥人阿力麻里的斡匝儿，与术赤另一女结婚。后斡匝儿在狩猎途中，遭西辽皇帝屈出律擒杀，其子昔格纳黑的斤承袭父位，亦获赐术赤一女为妻。布罗德布里奇推测，此女或为同一人，是经收继所得。

### 早期统军作战
1206年，铁木真统一蒙古各部，遂召开大会忽里勒台，众人共尊他为“成吉思皇帝”，是为成吉思汗。成吉思汗旋即整顿新建的大蒙古国，将国家分封给皇室成员。术赤身为长子，获封份额最多，得九千名臣属战士，皆携家眷、牲畜；察合台获八千名百姓，其弟窝阔台与拖雷各获五千名百姓。依长子惯例，术赤获封离蒙古本土最远的领地为兀鲁思（封地）：位于蒙古西部的也儿的石河沿岸。

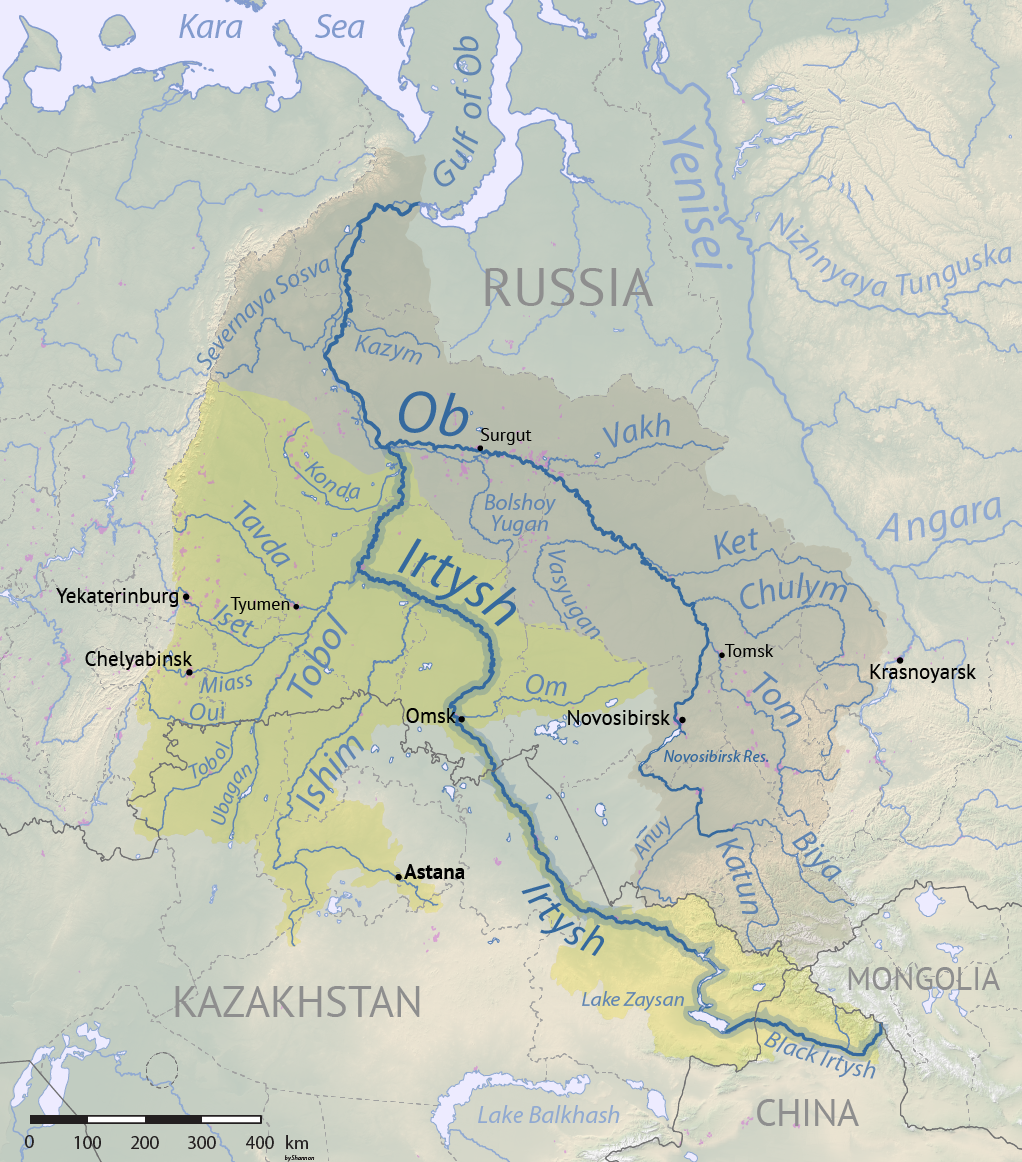
也儿的石河河道地图；术赤的领地起初位于蒙古腹地以西的河源地带，后来涵盖此图所示的大部分区域。

此番分封，意在使术赤拓展其领土。1207年至1208年，术赤征讨并征服安加拉河与也儿的石河之间、西伯利亚针叶林边缘的槐因亦儿坚即“林木中百姓”诸部落。术赤与斡亦剌部结成联姻同盟，女儿火雷与斡亦剌部首领忽都合别乞之子哈答结婚，忽都合别乞引领蒙古人寻至谦河乞儿吉思部及其他槐因亦儿坚部落。诸部落旋即归附，术赤遂掌控该地区的粮食、皮毛贸易、金矿。随后，1208年末或1209年初也儿的石河战役，术赤增援速不台的军队，帮助他击败叛逃的蔑儿乞人。此后十年，术赤不时征讨蔑儿乞人及其康里盟友，终在1217或1218年与速不台共同消灭蔑儿乞部最后残余势力。历史学家艾骛德认为，此类记载淡化术赤的功劳，实则所有征讨蔑儿乞人与康里的战役，术赤才是主要指挥官，且此等战功足以证明他对原康里领地统治的正当。
1211年蒙古兴兵入侵金朝，术赤与弟弟察合台、窝阔台共掌右军。1211年11月，蒙古人自成吉思汗位于今内蒙古自治区的作战大本营挥师南下：先攻打归绥与大同间诸多州郡，继而绕太行山西麓北行入山西，于1213年秋劫掠山西诸多州郡。术赤或许亦参与亦列河遭遇战，此战与花剌子模算端摩诃末二世的军队交锋，未分胜负。《蒙古秘史》记载有术赤与父亲关于征战的两次对话：其一，术赤请求赦免蔑儿乞部首领脱脱之子神射手忽勒秃罕性命，成吉思汗未允；其二，术赤征服斡亦剌部凯旋，获父亲高度赞誉。

### 花剌子模战争与皇位继承
1218年，一支蒙古商队在边境城市讹答剌遭长官亦纳勒术杀害，后续外交斡旋无果，成吉思汗怒而兴兵，征讨中亚花剌子模王朝。据《蒙古秘史》记载，成吉思汗的次妻也遂在他出征前，请求确定皇位继承人。成吉思汗虽似未介怀术赤身世存疑，然而察合台却极力反对兄长继承皇位，怒吼道：“先让术赤说话，您莫不是要传位给他？他是蔑儿乞惕种，我等岂能受他管治？”兄弟二人短暂争斗后被博尔术、木华黎拉开，《蒙古秘史》继而记载，察合台推荐窝阔台为折衷皇位候选人，获术赤及父亲认可。其他史料记载此次集会发生在战争结束后，气氛较为平和，因此有历史学家推测，《蒙古秘史》的记载是“后来出于政治原因添加入文本的”，术赤实则在花剌子模战役中犯错后，才失去皇位继承资格。

约1220年的花剌子模王朝。术赤沿北部边境自东向西征战；抵达咸海后，他率军南下围攻玉龙杰赤（地图标记为乌尔根奇）。

1219年末，约15万或20万蒙古大军兵临讹答剌。成吉思汗留察合台与窝阔台围攻讹答剌镇，自己携幼子拖雷穿越克孜勒库姆沙漠，进击不花剌城。其间，术赤奉命沿别纳客忒河朝花剌子模都城玉龙杰赤进发，征服沿途所有城市，成吉思汗有意将这些城市纳入术赤领地。速格纳黑与额失纳思两城居民抵抗尤为激烈，城破后惨遭屠戮；而毡的与讹迹邗两城则未遇太多阻碍便被攻占。1220年末，术赤沿咸海海岸向西南行军至玉龙杰赤，彼时他弟弟察合台与窝阔台攻克讹答剌后，亦向他所在方位集结。
关于玉龙杰赤之围及术赤在此役中所起作用，各种记载相互抵牾。可确定的是，此次围攻耗时良久，长达四至七个月，且战况异常激烈：负隅顽抗的花剌子模守军迫使蒙古军队展开激烈的逐屋城鎮戰，玉龙杰赤城中大半区域，或被燃烧的石脑油焚毁，或因堤坝坍塌而遭水淹没而毁。1221年，玉龙杰赤城破，城中居民，或遭屠戮，或被掳为奴隶。
通常关于玉龙杰赤之围的叙述称，术赤与察合台就战事推进策略产生争执。术赤因视玉龙杰赤这座富庶之城为自己未来的领地，故而希望尽量减少损毁。而察合台则并无此顾虑。成吉思汗闻此内斗之事，下令擢升窝阔台担任统帅，统辖两位兄长。艾骛德认为，此叙述是后来编造，旨在巩固窝阔台作为大蒙古国皇帝的统治，实则玉龙杰赤之围全程，术赤始终主导战事。

### 薨逝与遗产

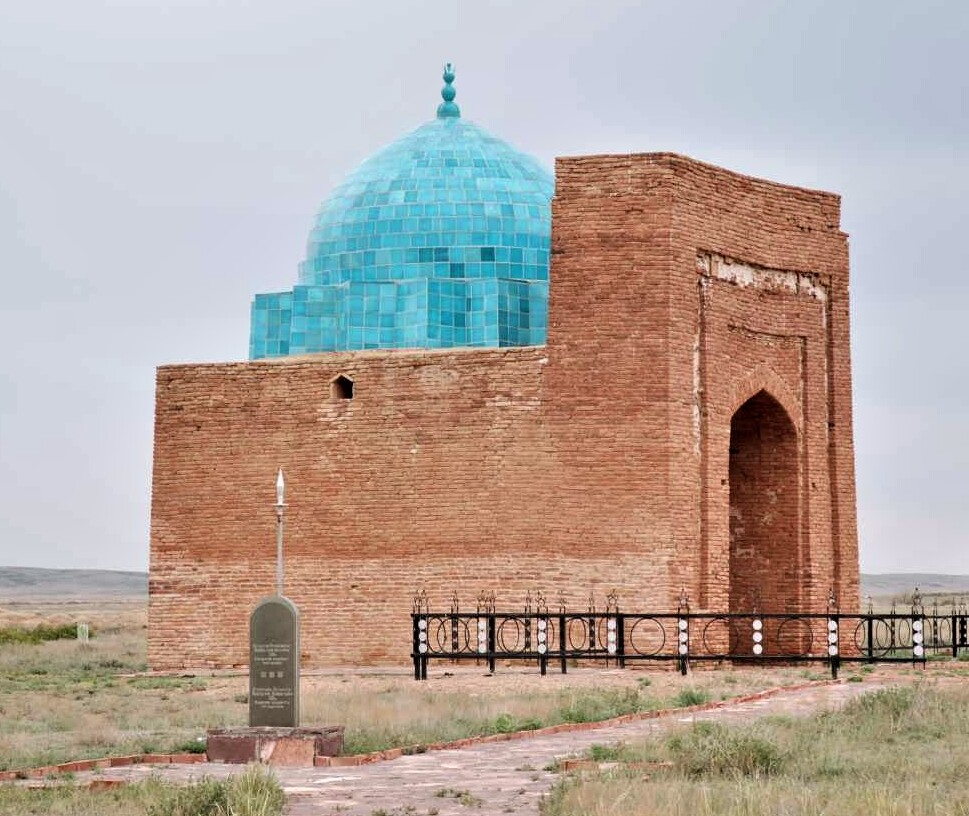
哈萨克斯坦的“术赤陵”传统上被认为是术赤的安息之所，但此说恐非属实。

不论记载存在何种差异，玉龙杰赤之围后，术赤失宠于父亲。成吉思汗可能因围攻耗时久且破坏严重，将其视为军事失利；术赤未按例向父亲上缴应得战利品份额，亦是一大过错。战后，察合台与窝阔台南下与父亲会合，追击逃脱的花剌子模王子札兰丁，术赤则北行，明为制服新领地（包括垂河以西草原）内的康里人。有史料称，术赤极为热衷狩猎，更愿在狩猎活动中消磨时光。术赤此后是否再与父亲相见，已无从考证。
约1224年，术赤虽向成吉思汗进献大量野驴及20,000匹白马为礼物，但因术赤专注于自身领地，父子关系依旧渐趋恶化。成吉思汗归国途中，召术赤前来相见，术赤称病无法前往。后有旅人称，术赤并非患病，实则在狩猎，成吉思汗遂决意强行令他前来，但未及行动便在1225年或1227年传来术赤因病薨逝的讯息。有一种说法（很可能是编造的）称，术赤因玉龙杰赤遭破坏而震怒，遂与花剌子模人暗中结盟，成吉思汗得知后，下令毒死术赤。
成吉思汗指定术赤次子拔都为他父亲领地的统治者，而他兄长斡鲁朵居从属地位，其他诸弟亦各分得一片土地治理。术赤的后裔渐趋独立，最终统治钦察汗国。哈萨克斯坦乌雷套地区有一座大型陵墓，传统上被认作术赤安葬之处，但放射性碳定年法表明，该陵墓建造时间晚得多，并非其葬地所在。

### 引用
1. ↑  见《蒙古秘史》第51、210等节，共二十余处。
2. ↑  Atwood 2004，第278頁.
3. ↑  Atwood 2004，第456頁.
4. ↑  Atwood 2004，第389–391頁.
5. ↑  Broadbridge 2018，第49–50, 57頁; Ratchnevsky 1991，第20–21, 31頁; May 2018，第23–28頁.
6. ↑  Broadbridge 2018，第58頁.
7. ↑  Favereau 2021，第34頁; May 2018，第28–30頁; Ratchnevsky 1991，第31–34頁.
8. ↑  Ratchnevsky 1991，第34頁; Broadbridge 2018，第46–47頁; Atwood 2004，第347頁.
9. ↑  Broadbridge 2018，第58–64頁; Ratchnevsky 1991，第34–37頁; May 2018，第30–31頁.
10. ↑  Broadbridge 2018，第63頁.
11. ↑  Ratchnevsky 1991，第34頁; May 2022a，第55頁.
12. ↑  May 2018，第30頁; May 2022a，第55–56頁; Broadbridge 2018，第59頁; Atwood 2004，第278頁.
13. ↑  Favereau 2021，第34頁; Ratchnevsky 1991，第35–36頁; May 2018，第30頁.
14. ↑  Biran 2012，第35頁; May 2022a，第56頁; Atwood 2004，第278頁.
15. ↑  Dunnell 2023，第25頁; Atwood 2004，第278頁.
16. ↑  Favereau 2021，第65頁; Biran 2012，第35頁; Atwood 2004，第278頁.
17. ↑  May 2017，第162頁.
18. ↑  Ratchnevsky 1991，第67–69頁; May 2022a，第59–61頁; Broadbridge 2018，第78–79頁.
19. ↑  May 2017，第162頁; May 2022a，第61頁.
20. ↑  馬曉林. . . 北京大学出版社. 2014: 198–199. ISBN 9787301238233.
21. ↑  Broadbridge 2018，第230–231頁.
22. ↑  Broadbridge 2018，第229–232頁; Atwood 2004，第202頁.
23. ↑  May 2018，第302–304頁.
24. ↑  Broadbridge 2018，第115-116, 141, 145, 229-230, 240-243頁.
25. ↑  Broadbridge 2018，第123-124, 145, 156-157頁.
26. ↑  Atwood 2004，第98–99頁.
27. ↑  Dunnell 2023，第30–31頁.
28. ↑  Biran 2012，第69頁; Favereau 2021，第65–66頁; Favereau & Pochekaev 2023，第248頁.
29. ↑  May 2022b，第138頁; Favereau & Pochekaev 2023，第248頁.
30. ↑  Atwood 2004，第502頁; May 2018，第44–45頁; May 2022b，第139頁.
31. ↑  May 2018，第45頁; Favereau 2021，第43–44頁.
32. ↑  Atwood 2004，第278頁; Favereau 2021，第46–47頁; Favereau & Pochekaev 2023，第248頁.
33. ↑  Atwood 2017，第44–45, 50頁.
34. ↑  Favereau 2021，第48頁; Dunnell 2023，第35頁; Atwood 2004，第278頁; Atwood 2017，第36頁.
35. ↑  Dunnell 2023，第38頁; May 2018，第58–59頁.
36. ↑  Ratchnevsky 1991，第116–118頁.
37. ↑  Biran 2012，第54–55頁.
38. ↑  Atwood 2004，第278, 416頁; Broadbridge 2018，第130頁; May 2018，第69頁; Ratchnevsky 1991，第125–126頁.
39. ↑  Broadbridge 2018，第131頁; Dunnell 2023，第41頁; Favereau 2021，第63頁.
40. ↑  Boyle 2007，第307頁; Dunnell 2023，第42頁; Biran 2012，第56頁.
41. ↑  Barthold 1992，第414–416頁; Chambers 1979，第10頁; Favereau 2021，第61頁.
42. ↑  Dunnell 2023，第44頁; Barthold 1992，第433頁.
43. ↑  Atwood 2017，第51頁; Barthold 1992，第434–437頁.
44. ↑  Ratchnevsky 1991，第131頁; Atwood 2017，第51頁.
45. ↑  Atwood 2017，第52–53頁; Dunnell 2023，第44頁; Barthold 1992，第435頁; Ratchnevsky 1991，第136–137頁.
46. ↑  Atwood 2017，第53–54頁.
47. ↑  Atwood 2017，第54頁.
48. ↑  Favereau 2021，第61–63頁; Favereau & Pochekaev 2023，第248頁.
49. ↑  Dunnell 2023，第44, 47頁; Atwood 2004，第278頁.
50. ↑  Barthold 1992，第455頁; Atwood 2004，第278頁.
51. ↑  Atwood 2004，第278頁; Broadbridge 2018，第169頁.
52. ↑  Dunnell 2023，第47頁; Favereau & Pochekaev 2023，第248–249頁.
53. ↑  钟焓. . 社会科学文献出版社. 2017: 155–156. ISBN 9787520115162.
54. ↑  Ratchnevsky 1991，第136–137頁; Favereau 2021，第76頁; Dafeng & Jianyi 1998，第290頁.
55. ↑  Ratchnevsky 1991，第137頁; Biran 2012，第69頁; Barthold 1992，第458頁.
56. ↑  Atwood 2004，第202頁; Favereau & Pochekaev 2023，第249頁.
57. ↑  Atwood 2004，第201–202頁.
58. ↑  Panyushkina et al. 2022.

### 史料
- al-Din, Rashid,   [Compendium of Chronicles] 2, 由Thackston, W. M.翻译, Cambridge: Harvard University Press, 1998 （阿拉伯文及波斯文）
- Juvaini, Ata-Malik,   [History of the World Conqueror] 1, 由Andrew Boyle, John翻译, 1958 （波斯文）

### 书目
- Atwood, Christopher P., , New York: Facts on File, 2004  [2025-01-18], ISBN 978-0-8160-4671-3, （原始内容存档于2023-07-19）
- Atwood, Christopher P., , Rossabi, Morris  (编), , Leiden: Brill: 35–56, 2017, ISBN 978-9-0043-4340-5
- Barthold, Vasily, Bosworth, Clifford E. , 编,  Third, New Delhi: Munshiram Manoharlal, 1992  [2025-01-18], ISBN 978-8-1215-0544-4, （原始内容存档于2023-08-01）
- Biran, Michal, , Makers of the Muslim World, London: Oneworld Publications, 2012  [2025-01-18], ISBN 978-1-7807-4204-5, （原始内容存档于2023-06-11）
- Boyle, John Andrew, Boyle, J. A. , 编, , Cambridge: Cambridge University Press, 2007, ISBN 978-1-1390-5497-3, doi:10.1017/CHOL9780521069366
- Broadbridge, Anne F., , Cambridge Studies in Islamic Civilization, Cambridge: Cambridge University Press, 2018, ISBN 978-1-1086-3662-9
- Chambers, James, , New York: Atheneum, 1979, ISBN 978-0-6891-0942-3
- Dafeng, Qu; Jianyi, Liu, , Central Asiatic Journa], 1998, 42 (2): 283–290, JSTOR 41928156
- Dunnell, Ruth W., , Biran, Michal; Kim, Hodong  (编), , Cambridge: Cambridge University Press: 19–106, 2023, ISBN 978-1-3163-3742-4
- Favereau, Marie, , Cambridge: Harvard University Press, 2021  [2025-01-18], ISBN 978-0-6742-5999-7, JSTOR j.ctv322v4qv, doi:10.2307/j.ctv322v4qv, （原始内容存档于2023-06-23）
- Favereau, Marie; Pochekaev, Roman Yu., , Biran, Michal; Kim, Hodong  (编), , Cambridge: Cambridge University Press: 243–318, 2023, ISBN 978-1-3163-3742-4
- May, Timothy, , May, Timothy  (编),  I, Santa Barbara: ABC-CLIO: 162–164, 2017, ISBN 978-1-6106-9339-4
- May, Timothy, , Edinburgh: Edinburgh University Press, 2018  [2025-01-18], ISBN 978-0-7486-4237-3, JSTOR 10.3366/j.ctv1kz4g68, （原始内容存档于2023-04-24）
- May, Timothy, , May, Timothy; Hope, Michael  (编), , Abingdon: Routledge: 51–67, 2022a, ISBN 978-1-3151-6517-2
- May, Timothy, , May, Timothy; Hope, Michael  (编), , Abingdon: Routledge: 137–149, 2022b, ISBN 978-1-3151-6517-2
- Panyushkina, Irina P.; Usmanova, Emma R.; Uskenbay, Kanat Z.; Kozha, Mukhtar B.; Dzhumabekov, Dzhambul A.; Akhatov, Gaziz A.; Jull, A. J. Timothy, , Radiocarbon, 2022, 64 (2): 323–331, Bibcode:2022Radcb..64..323P, doi:10.1017/RDC.2022.24
- Ratchnevsky, Paul, , 由Thomas Haining翻译, Oxford: Blackwell Publishing, 1991, ISBN 978-0-6311-6785-3

## 延伸阅读
[在维基数据编辑]
 《元史·卷117》，出自宋濂《元史》
 《新元史/卷106》，出自柯劭忞《新元史》
 在维基共享资源阅览影像